# Else-Marie Boyhus
Else-Marie Boyhus (født 20. december 1935 i Nykøbing Falster) er en dansk historiker, der især er kendt for sin forskning i ældre tiders danske madlavning. Med udgangspunkt i Lolland-Falsters historie har hun skrevet om sukkerproduktion, kogekunst og lokalhistorie. Hun har været leder af Lolland-Falsters Stiftsmuseum og Frilandsmuseet i Maribo og formand for Statens Museumsnævn.
Boyhus har skrevet adskillige historiske bøger, særligt om madkultur.

## Opvækst og uddannelse
Boyhus er datter af amtsrådssekretær Tage Mikkelsen Boyhus (1904-1974) og Sørine Skøtt (1904-1985) og blev i 1954 nysproglig student fra Nykøbing Katedralskole. Hun blev dernæst i 1963 mag.art. i historie fra Københavns Universitet og var i tidsrummet 1955-61 medarbejder ved projektet Danmarks Kirker.

## Karriere
1963 blev hun leder af Lolland-Falsters Stiftsmuseum og Frilandsmuseet i Maribo, hvilket hun var frem til 1989. Hun var 1977-81 den første formand for det nyoprettede Statens Museumsnævn, hvor hun støttede decentraliseringen af de danske museer og lokalmuseernes selvstændige rolle.
Fra 1989 til 1991 virkede hun som lærer på Krogerup Højskole og var redaktør af Højskolebladet fra 1991 til 1997. Hun har været medarbejder ved Danmarks Nationalleksikon og ved Dansk Kvindebiografisk Leksikon.
Hun er eller har desuden været medlem af Demokratifondens bestyrelse 1995-99, medlem af Rådet for Europæisk Politik 1993-98, medlem af UNESCOs Mellemstatslige Komitee vedrørende tilbageføring af kulturelle værdier til oprindelseslandet 1979-88, medlem af Det Danske Gastronomiske Akademi siden 1987, medlem af Landbrugshistorisk Selskab 1987, rapportør og medlem af UNESCO-komiteens bureau 1981-85, medlem af bestyrelsen, Landbrugets Kulturfond 1982-92 og formand for Udvalget vedrørende Beskyttelse af Kulturværdier i Danmark, 1982-85, medlem af Den Danske UNESCO-Nationalkommission, 1976-89, medlem af Grønlands Museumsnævn 1981-83, formand for Storstrømsamtets Museumsråd 1975-82, medlem af Udvalget vedrørende Samarbejdet mellem Fredningsmyndighederne og Museerne, Møllmannudvalget 1978-82, medlem af Udvalget vedrørende Statens Støtte til Kulturlivet, Wechselmann-Udvalget 1974-76, medlem af Statens Lokalmuseumstilsyn 1971-75, medlem af Udvalget vedrørende Revision af Museumslovene 1972-75 og sekretær i Storstrømsamtets Museers Samarbejdsudvalg 1970.

## Hæder
Boyhus har modtaget Skalks Gyldne Strømpebånd i 1976, og året efter en pris fra Ole Haslunds Kunstnerfond. I 1987 fik hun Lolland-Falsterske Landboforeningers Æreslegat (1987) og året efter Egholtfondens Pris for Folkeoplysning. Hun modtog Landbrugets Kulturfonds Kulturpris i 1994 og Dansk Forfatterforenings Faglitterære Pris i 1996.
I 2014 vandt hun prisen "Akademisk madformidling", der uddeles af mad+medier. Blandt de andre nominerede var hendes tidligere kollega og madhistoriker Bi Skaarup (nomineret posthumt) og Christian Bitz og Mette Frisk for Bitz & Frisk.

## Forfatterskab
- Hedvig Cathrines Kaagebog, 1969.
- Lolland-Falster, en historisk billedbog, 1972
- Sukkerroer, 100 år på Lolland-Falster, 1973.
- Landboreformernes bondegård, 1974.
- Traditionsrige retter, 1975.
- Postejer og tærter, Serien Historisk Kogebog, 1975
- Maribo – historisk set, 1976.
- Det åbne ildsteds mad, 1976.
- Komfuralderen, 1978.
- Steg og is, 1979.
- (medudgiver) Livet i Klokkergården, 1981.
- Sukkerfabriken Nykøbing 1804-1984, 1984.
- Lolland-Falster, midt imellem, 1988.
- Midt i Højskolen, 1991.
- (introduktion) Fru Nimbs kogebog, Chr. Ejlers' Forlag 1996.
- Grønsager – en køkkenhistorie, Gyldendal 1996.
- Grisen – en køkkenhistorie, Gyldendal 1998.
- (red.) Gastronomisk Leksikon, Det Danske Gastronomiske Akademi og Gyldendal 1998.
- Bær og frugter. En bog om syltning og historie, L&R Fakta 2000.
- (red.) I lære som Kokkepige. Det danske borgerlige køkken, 1880-1910, Dafolo 2000.
- Æbler i det danske køkken, Lindhardt og Ringhof 2004.